# Zandstraat (Terneuzen)
Zandstraat is een klein dorp in de gemeente Terneuzen, in de Nederlandse provincie Zeeland. Het dorp, in de regio Zeeuws-Vlaanderen, heeft 498 inwoners (2011) en strekt zich als een lint (ruim een kilometer) uit langs de gelijknamige Zandstraat.

## Kerk
Aan Zandstraat 40 bevond zich de katholieke Pastoor van Arskerk, gebouwd in 1949 als een noodkerk, een eenvoudig gebouwtje onder zadeldak met een houten klokkentorentje op het dak. Op 1 januari 2013 werd het kerkje onttrokken aan de eredienst. 
Steden: Axel · Biervliet · Philippine · Sas van Gent · Terneuzen

Dorpen: Hoek · Koewacht · Overslag · Sluiskil · Spui · Westdorpe · Zaamslag · Zandstraat · Zuiddorpe

Buurtschappen: Den Abeele · Altena · Axelschestraat · Batterij · Berdelingebuurte (deels) · Boerengat · Bontekoe · Boschdorp · Boschdorp · Bouchauterhaven · Cootjesdorp · De Sluis · Driedijk · Driekwart · Drieschouwen · Driewegen · Eendragt · Het Fort · Fort Ferdinandus · Griete · Hasjesstraat · Haven (deels) · Hazelarenhoek · Het Zand · Hoek van de Dijk · Holleken (deels) · Hoogedijk · Isabellahaven · Kampersche Hoek · Kijkuit · Klein Gent · Knol · De Kraag · Kruispad · Kwakkel · Magrette · Mauritsfort · Molenhoek · De Muis · Nieuwemolen · Nieuwlandse Molen · Othene · Oude Molen · Oude Polder · Paradijs · Passluis · Poonhaven · Posthoorn (deels) · De Put · De Ratte · Reedijk · Reuzenhoek · Rijgerij · Roodesluis · Schaapdijk · Schapenbout · Sint Andries · Steenovens · De Sterre · Stoppeldijkveer (deels) · Stroodorpe · Vaartwijk · Vaatje · Val · Varempé · Waterhuis · Watervliet · Wouterij · Wulpenbek · Zaamslagveer · Zandplaat · Zwartenhoek

Streekje: Tweekwart

Historische plaatsen: Axelsche Sassing · Noordhoek · De Stuiver · Triniteit · Vingerling

Zeeland: Steden en dorpen in Zeeland      Nederland: Provincies · Gemeenten